# متلازمة انحناء الأصابع والطول الفارع وفقدان السمع
متلازمة انحناء الأصابع والطول الفارع وفقدان السمع، والمعروفة أيضًا باسم متلازمة CATSHL، هي اضطراب وراثي نادر يتضمن انحناء الأصابع، وطول فارع، وجنف، وفقدان السمع. وفي بعض الأحيان، تُسجل تأخر في التطور وإعاقة ذهنية. تم توثيق حوالي 30 شخصًا مصابًا بهذا الاضطراب في الأدبيات الطبية حتى الآن (مايو 2022)، 27 منهم من عائلة تمتد لأربعة أجيال من يوتا، وشخصان شقيقان من والدين أبناء عمومة في مصر. ينتج هذا الاضطراب عن طفرات جينية متماثلة في جين FGFR3.